# Myzopoda
Myzopoda (Milne-Edwards & Grandidier, 1878) è l'unico genere di pipistrelli della famiglia dei Mizopodidi comunemente noti come pipistrelli dai piedi a ventosa.

## Descrizione

### Dimensioni
Al genere Myzopoda appartengono pipistrelli di piccole dimensioni, con lunghezza totale tra 92 e 118 mm, la lunghezza dell'avambraccio tra 45 e 52 mm, la lunghezza della coda tra 40 e 53 mm e un peso fino a 10,5 g.

### Caratteristiche craniche e dentarie
Il cranio è corto, largo e arrotondato. La bolla timpanica è alquanto ingrandita. Gli incisivi superiori sono piccoli e non essenzialmente modificati, come i canini e i premolari.
Sono caratterizzati dalla seguente formula dentaria:

### Aspetto
Le orecchie sono grandi e a forma di imbuto, non unite alla base ma con il margine anteriore che termina sul lato del muso. Il trago ha un'insolita forma a fungo. Sono presenti dei caratteristici cuscinetti carnosi adesivi sia alla base dei pollici che sulle piante dei piedi. Il labbro superiore si estende ben oltre quello inferiore. Il secondo dito della mano ha soltanto l'osso metacarpale ed una falange, mentre il terzo ne ha tre. Le dita dei piedi invece sono munite ognuna di due falangi. Il pollice ha un artiglio relativamente ridotto. La coda è lunga ed inclusa interamente nell'uropatagio.

## Distribuzione
Il genere è diffuso nel Madagascar.

## Tassonomia
Il genere comprende 2 specie:
- Myzopoda aurita Milne-Edwards & Grandidier, 1878
- Myzopoda schliemanni Goodman, Rakotondraparany & Kofoky, 2006